# عبد الرحمن بن عقيل
عبد الرحمن بن عقيل بن أبي طالب (توفي في 61هـ/ 680 م) هو أحد أصحاب الحسين بن علي وابن عمه، ومن المشاركين معه في معركة كربلاء.

## حياته

### نسبه
اسمه:عبد الرحمن بن عقيل بن أبي طالب بن عبد المطلب بن هاشم بن عبد مناف بن قصي بن كلاب بن مرة بن غالب بن فهر بن مالك بن قريش بن كنانة بن خزيمة بن مدركة بن إلياس بن مضر بن نزار بن معد بن عدنان.
أمه: كانت أم عبد الرحمان بن عقيل بن أبي طالب أم ولد (أي: جارية).
أبوه: عقيل بن أبي طالب أخو علي بن أبي طالب.

## مقتله
كان يتقدم حملة آل أبي طالب والتي كانت بعد حملة الأنصار وهو يقول:
قتل سبعة عشر فارسًا، ثم احاطوا به فقتله عثمان بن خالد بن أشيم الجهني، وبشر بن حوط الهمداني القابضي.